# Belpost

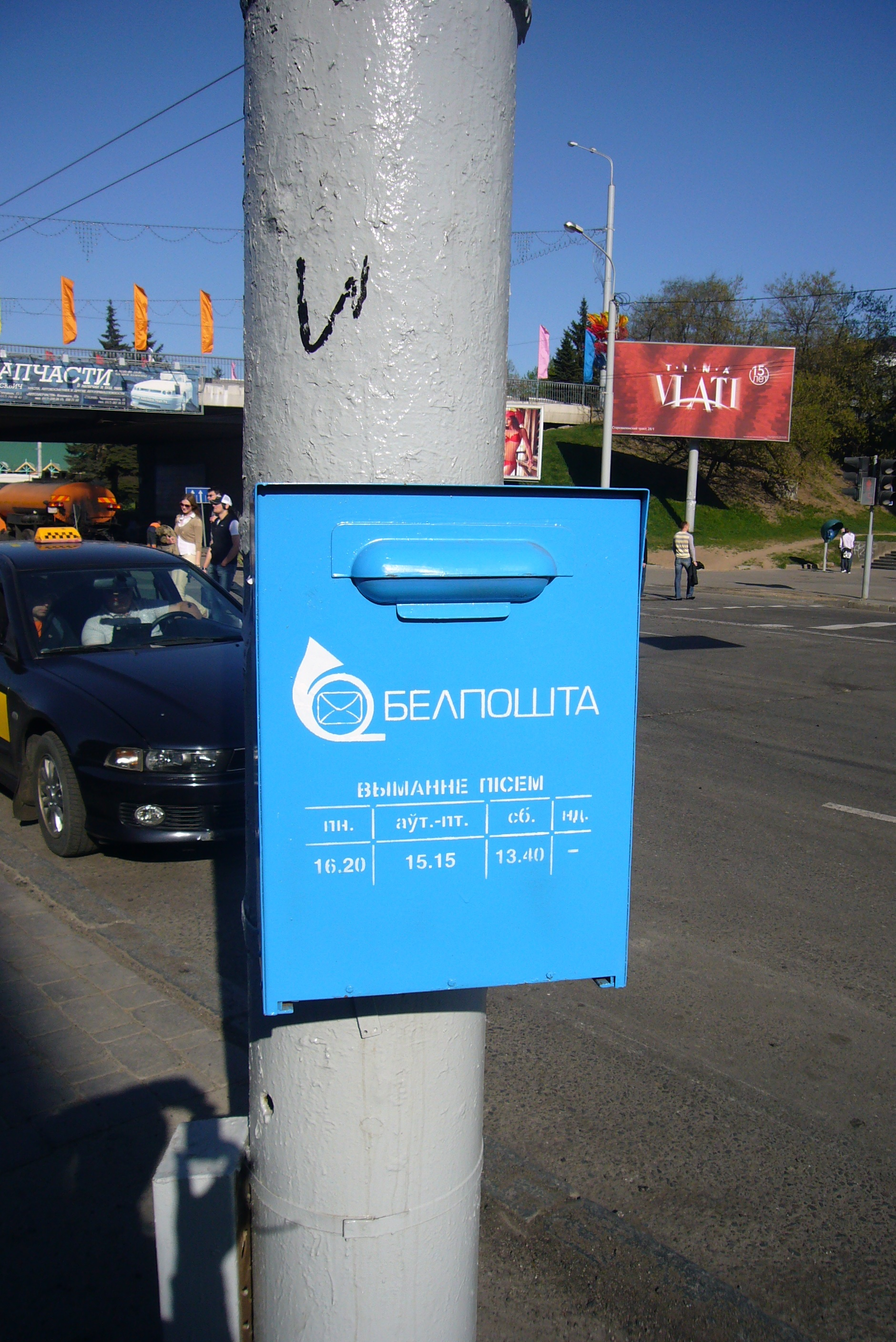
Postbriefkasten der Belpost in Minsk

Belpost (belarussisch Белпошта Belposchta, russisch Белпочта Belpotschta) ist das nationale Postunternehmen Belarus. Es hat seinen Sitz in der Hauptstadt Minsk und ist seit 1947 Mitglied im Weltpostverein.
Belpost befindet sich vollständig im Staatsbesitz. Das Unternehmen betreibt rund 4000 Postämter in Belarus und beschäftigt über 11.200 Postboten (Stand: 2009).